# Gert Jurgons
Gert Jurgons (* 10. Februar 1930; † 2. September 2006) war ein deutscher Theaterregisseur und Schauspieler.

## Leben
Jurgons studierte von 1950 bis 1954 am Deutschen Theater-Institut Weimar und an der Theaterhochschule Leipzig. Anschließend war er bis 1956 als Schauspieler an den Theatern Nordhausen und Wittenberg engagiert. Von 1956 bis 1962 lehrte er als Assistent und Dozent für Schauspielpädagogik an der Theaterhochschule Leipzig, in dieser Zeit verantwortete er seine ersten Inszenierungen. Als Oberspielleiter war er 1962–1964 am Theater Eisleben tätig. Anschließend war er bis 1974 Schauspieldirektor des Mecklenburgischen Staatstheaters Schwerin. Jurgons zeitkritische Inszenierung von Shakespeares Hamlet (1973), in der sich die Hauptfigur zum „sarkastischen Nihilisten und Renegaten“ entwickelte, führte zu seiner fristlosen Entlassung.
Dann wechselte er als Oberspielleiter an die Bühnen der Stadt Magdeburg. Dort inszenierte er u. a. die DDR-Erstaufführung von Arnold Weskers Die Küche. Jurgons Inszenierung des Stücks Januar von Jordan Raditschkow, das 1978 in Magdeburg seine DDR-Erstaufführung fand, wurde 1980 im Fernsehen der DDR ausgestrahlt. Von 1986 bis 1994 war er Oberspielleiter des Hans-Otto-Theaters Potsdam, wo er u. a. Jörg Schüttauf zu seinem ersten Engagement verhalf. In Potsdam inszenierte Jurgons 1989 die Uraufführung von Ulrich Plenzdorfs Drama Zeit der Wölfe (nach dem Roman Die Richtstatt von Tschingis Aitmatow). Zwischen 1971 und 1991 schrieb Jurgons Beiträge für die Fachzeitschrift Theater der Zeit.

## Theater
- 1964 Charlotte Stürzebecher und Friedrich Stürzebecher: Der Bus hält an der Brücke (Thomas-Müntzer-Theater Eisleben)
- 1965: Bernhard Seeger: Unterm Wind der Jahre (Mecklenburgisches Staatstheater Schwerin)
- 1965: Bertolt Brecht: Leben des Galilei (Mecklenburgisches Staatstheater Schwerin)
- 1966: William Shakespeare: Der Sturm (Mecklenburgisches Staatstheater Schwerin)
- 1968: Josef Topol: Fastnacht (Mecklenburgisches Staatstheater Schwerin)
- 1969: John Mortimer: Pflichtmandat (Mecklenburgisches Staatstheater Schwerin – Zimmertheater)
- 1969: Bertolt Brecht: Der gute Mensch von Sezuan (Mecklenburgisches Staatstheater Schwerin)
- 1970: Michail Schatrow: Bolschewiki (Mecklenburgisches Staatstheater Schwerin)
- 1975: Arnold Wesker: Die Küche (Bühnen der Stadt Magdeburg – Großes Haus)
- 1977: William Shakespeare: König Heinrich IV. (Bühnen der Stadt Magdeburg)
- 1978: Friedrich Dürrenmatt: Die Physiker (Bühnen der Stadt Magdeburg)
- 1978: Jordan Raditschkow: Januar (Bühnen der Stadt Magdeburg – Kammerspiele)
- 1979: Peter Hacks nach Aristophanes: Der Frieden (Bühnen der Stadt Magdeburg)
- 1979: Kazimierz Moczarski: Gespräche mit dem Henker (als Schauspieler) – Regie: Karl Schneider (Bühnen der Stadt Magdeburg)
- 1980: Peter Hacks: Adam und Eva (Bühnen der Stadt Magdeburg)
- 1981: Rainer Kerndl: Die lange Ankunft des Alois Fingerlein (Bühnen der Stadt Magdeburg)
- 1981: Brian Friel: Die Liebesaffären der Cass McQuire (Staatstheater Dresden)
- 1981: Brian Fiel: Ich komme, Philadelphia (Bühnen der Stadt Magdeburg)
- 1982: Seán O’Casey: Kikeriki (Staatstheater Dresden – Kleines Haus)
- 1982: Michael Rostschin nach Lew Tolstoi: Anna Karenina (Bühnen der Stadt Magdeburg)
- 1983: Peter Shaffer: Equus (Bühnen der Stadt Magdeburg – Kammerspiele)
- 1984: Friedrich Schiller: Don Carlos (Bühnen der Stadt Magdeburg)
- 1985: Arnold Wesker: Chips with everything (Bühnen der Stadt Magdeburg)
- 1986: Pierre Carlet de Marivaux: Der Streit (Hans Otto Theater Potsdam – Schauspiel)
- 1988: Heiner Müller: Der Auftrag (Hans Otto Theater Potsdam)
- 1989: Holger Franke: Was heißt‘n hier Liebe (Hans Otto Theater Potsdam)
- 1989: Ulrich Plenzdorf nach Tschingis Aitmatow: Zeit der Wölfe (Hans Otto Theater Potsdam)
- 1990: Jorge Goldenberg: Beim Aufräumen (Hans Otto Theater Potsdam – Probebühne)
- 1990: William Shakespeare:  Leben und Tod König Richard des Dritten (Hans Otto Theater Potsdam)
- 1990: Václav Havel: „Audienz“, „Vernissage“, „Protest“ (Hans Otto Theater Potsdam – Schauspiel)
- 1991: Friedrich Schiller: Der Parasit oder die Kunst sein Glück zu machen (Hans Otto Theater Potsdam – Schloßtheater)
- 1991: Mehrere Autoren: Was fällt mir ein, wenn ich Deutschland sage (Hans Otto Theater Potsdam – Rohbau am Alten Markt)
- 1992: Georg Kreisler: Heute Abend: Lola blau (Vaganten Bühne Berlin)
- 1992: John Hopkins: Die Geschichte von Ihnen (Städtische Theater Chemnitz – Probebühne)
- 1994: William Shakespeare: Was ihr wollt (Hans Otto Theater Potsdam – Blechbüchse Am Alten Markt)
- 1994: William Shakespeare: Hamlet (Städtische Theater Chemnitz)

## Filmografie
- 1966/1971: Der verlorene Engel (als Schauspieler)